# Beavis
Beavis è uno dei protagonisti del cartone animato americano Beavis and Butt-head.
La voce originale del personaggio è del creatore della serie stessa, Mike Judge, così come quella di Butt-head, Tom Anderson, David Van Driessen, Bradeley Buzzcut, e del preside McVicker. Nella versione italiana fu doppiato invece da Luigi Rosa nelle prime tre stagioni e poi da Faso, bassista degli Elio e le Storie Tese, nella quarta stagione e nella settima (mentre il cantante Elio dava la voce a Butt-head). Nella quinta e nella sesta fu doppiato in alternanza dai due, con una presenza maggiore di Faso nella quinta e una maggiore di Luigi Rosa nella sesta. Nel primo film basato sulla serie è stato doppiato da Alessio Cigliano, mentre per il secondo film da Edoardo Ferrario; successivamente, nell'ottava stagione (revival 2011) è stato doppiato da Fabrizio Biggio, mentre per la nona (reboot 2022) da Davide Albano. Infine, nella seconda stagione del reboot (decima), il personaggio viene doppiato da Shade.
Per il nome Beavis, il creatore della serie Mike Judge si ispirò a quello di un amico conosciuto all'università, chiamato Bobby Beavis.

## Biografia
Nato in Texas, nel 1979, ha dei capelli biondi sempre gonfi in stile pompadour, un'espressione facciale grottesca costante , una mandibola che è più lunga della mascella, e viene mostrato spesso di profilo o di tre quarti. Porta costantemente la maglietta dei Metallica (tranne nella puntata Blood Drive, in cui Beavis indossa una maglietta degli Slayer) e, a livello musicale, disse in una puntata di essere un fan - oltre che dei Metallica - anche dei Bon Jovi. Lavora al Burger World e frequenta l'Highland High School con l'amico Butt-head, con cui condivide una casa diroccata e la passione per i video musicali e per le fighette (così chiamano le ragazze).
Beavis ha una natura imprevedibile, e le sue azioni affrettate spesso finiscono in maniera disastrosa. Nei primi episodi si comportava come un piromane. È ossessionato dal fuoco e dalla violenza, e rispetto all'amico Butt-head è più ossessivo e anche più idiota. I due sono oltremodo dotati di una stupidità innata, presentando un carattere menefreghista, cinico, e ostinato che li porta a ricercare il divertimento in attività frivole o pericolose (pur non essendone coscienti); Beavis ne subisce spesso la maggior parte dei danni a causa della sua ingenuità. In una scena tagliata del film, Beavis ruba la Dichiarazione d'indipendenza per utilizzarla come carta igienica.

### Grande Cornohlio
Grande Cornohlio è l'alter ego di Beavis, nel quale si trasforma quando assume quantità eccessive di caffeina, zuccheri o sostanze stimolanti. Quando è in questo stato diventa logorroico e farneticante, i suoi occhi si allargano, tiene le braccia verso l'alto, porta il colletto della maglietta fin sopra la testa, e lo si sente pronunciare spesso frasi sconnesse e contraddittorie con uno slang ispanico. Inoltre esprime grande interesse nell'avere «cocchiume per il coolio», che nella versione in lingua originale è «TP for his bunghole», ovvero "carta igienica (TP=toilet paper) per il suo sedere", mentre nel film viene tradotto in italiano con: «Ho bisogno di CI per la mia caghemuss». Appena torna normale, Beavis soffre di amnesia, non rendendosi mai conto dell'accaduto.
Nell'episodio Vaya con Cornholio viene ritenuto clandestino dalla Polizia, e viene "rimpatriato" in Messico. 
Nella stessa puntata dice di venire dal Nicaragua, facendo però riferimento al lago Titicaca, situato tra Bolivia e Perù. Nell'episodio Santo Cornholio, Beavis si trasforma nel suo alter ego a seguito di un abuso di antidolorifici, e viene ritenuto da una setta di hippie/naturisti per la reincarnazione della loro guida appena deceduta, perciò viene portato nella comunità dove viene riverito assieme a Butt-Head fino a quando non è ora di consumare un'ammucchiata con giovani belle ragazze. Beavis rinsavito lascia il luogo invitato da Butt-head, convinti a torto di non aver ascendenza con l'altro sesso, mancando così un'occasione importante e delegando inconsapevolmente il compito al loro goffo amico Stewart. Beavis e Butt-head appaiono anche nella serie animata con plastilina Celebrity Deathmatch, dove si sfidano all'ultimo sangue. L'incontro verrà vinto da Beavis, che complice un'eccessiva assunzione di zuccheri si trasforma in Cornholio facendo così a pezzi Butt-Head e vincendo l'incontro.

### Rapporto con Butt-head
Beavis e Butt-head vengono mostrati come migliori amici, considerando le loro attività, la residenza, e gli interessi che condividono. Tuttavia, il rapporto che c'è tra i due è sadico e violento: Butt-Head è la personalità dominante, pertanto non è raro sentirlo insultare Beavis e vederlo abusare della sua maggiore stupidità in molte situazioni, e i due finiscono spesso per picchiarsi; Beavis è vittima in particolare di schiaffi o calci nei testicoli. In diversi episodi, Butt-head non mostra alcuna preoccupazione per Beavis, come quando questi viene picchiato duramente (negli episodi Adolescenti, Tired, e nel film), abbandonato (Il distributore) o deportato in Messico (Vaya Con Cornholio). La sensazione sembra essere reciproca, come si vede ad esempio nell'episodio Acqua sicura dove Beavis rimane indifferente alle esperienze pre-morte di Butt-head mentre sta per affogare in una piscina, oppure in Soffoco in cui Butt-head comincia a soffocare da una pepita di pollo, e Beavis prende il suo tempo tentando di aiutarlo come se non fosse nulla di grave.

### Rapporti con altri personaggi
Sia lui che Butt-head stimano molto Todd, un bullo della strada, tanto che aspirano ad entrare nella sua banda. Dice che non gli piace Daria Morgendorffer, tanto da chiamarla "Diarrea", anche se sembra rispettarla poiché unica persona che riesce a tollerare il duo e a non perdere la pazienza stando con loro. David Van Driessen è l'unico insegnante della scuola con cui si relaziona, tanto che in ogni puntata cerca d'incoraggiare lui e Butt-head, senza poi riuscirci; al contrario, l'insegnante di ginnastica Buzzcut non perde mai occasione d'imbarazzare i due, visto il loro livello di stupidità. Il preside McVicker non sa minimamente come comportarsi con loro, visto che ogni tentativo di disciplinarli fallisce miseramente, arrivando a perdere la calma.

### Parenti
Non si sa niente della sua famiglia, in quanto trascorre tutto il tempo con l'amico, anche se a volte lui e Butt-Head si riferiscono con orgoglio e affetto a sua madre come una donna di facili costumi. Suo padre appare di persona in alcune scene del film Beavis & Butt-Head alla conquista dell'America, che incontrerà a sua insaputa; sempre nel film, si scopre che nel tempo libero andava a masturbarsi nel camper di Tom Anderson, il vicino di casa del duo.
In Beavis & Butt-Head alla conquista dell'universo per la prima volta viene rivelato il nome della madre: Shirley Beavis. Questo fa supporre che "Beavis" sia soltanto il cognome del ragazzo, e che tutti si rivolgano a lui tramite esso.